# Llengua de signes turca
La llengua de senyals turca (en turc Türk İşaret Dili, TİD) és la Llengua de signes de les persones sordes a Turquia. No és clar si deriva de la llengua de signes otomana.